# Koreai mézesfa
A koreai mézesfa  (Tetradium daniellii) a szappanfavirágúak (Sapindales) rendjébe sorolt rutafélék (Rutaceae) családja Tetradium nemzetségének egyik faja.

## Származása, elterjedése
A Koreai-félsziget, Észak-Kína és Tibet hegyvidéki erdeiben honos. Manapság díszfaként az egész Földön elterjedt.

## Megjelenése, felépítése

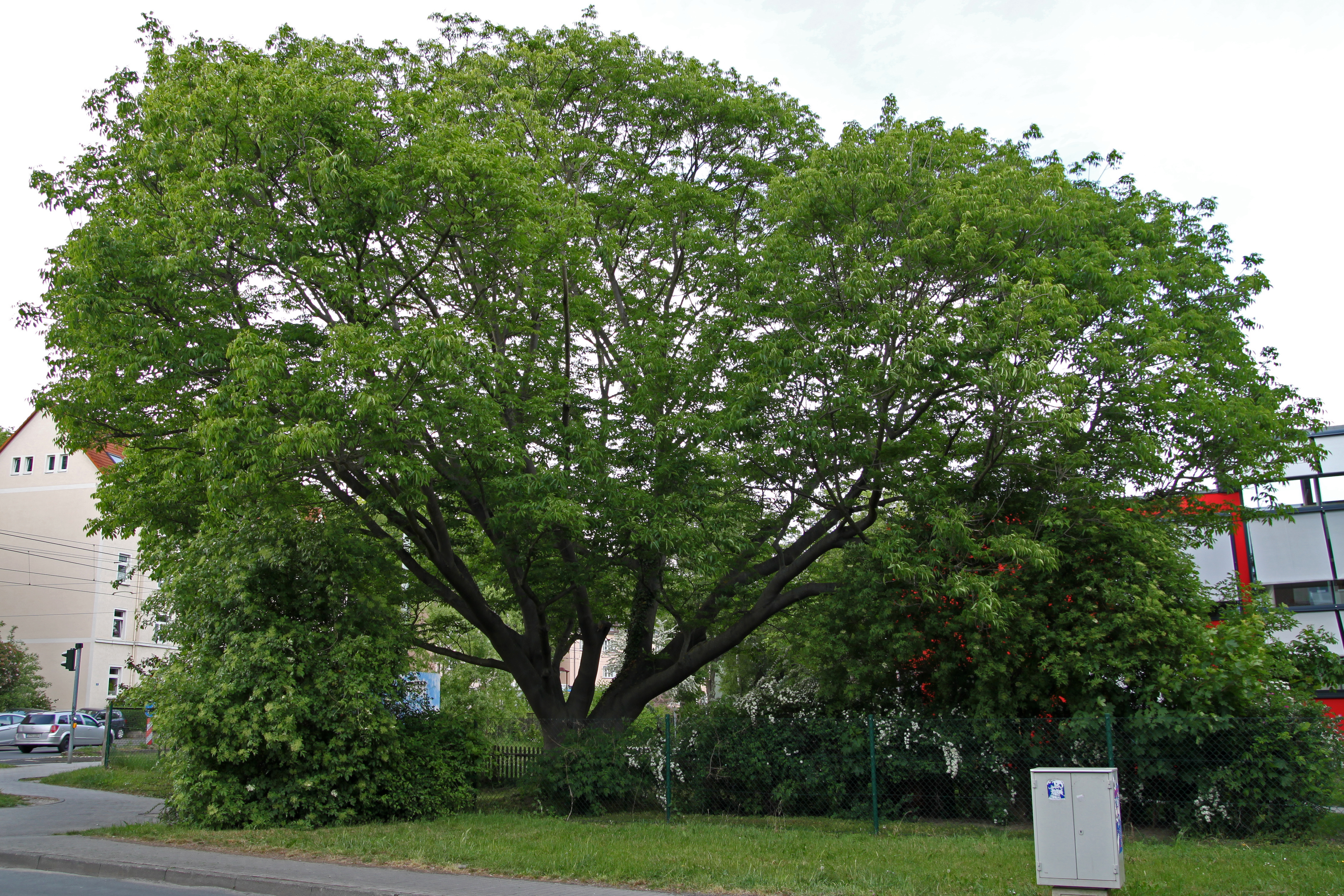
Koreai mézesfa

A mézesfa 5~20 méter magas fa, vagy magas lombhullató cserje. Törzse gyakran szabálytalan, terebélyes, laza koronával. Kérge szürke-fekete, sima. Vesszői vörösesbarnák, sűrűn paraszemölcsösek, fiatal hajtásai szürkés szőrösek. Lombhullató. Átellenes állású levelei páratlanul szárnyasan összetettek, 20-40 centiméter hosszúak, 5-11 levélkével, amelyek 5-13 centiméter hosszúak, rövid nyelűek, hosszúkás tojásdadok, kihegyezett csúcsúak, lekerekített vagy szíves vállúak. A levéllemez színén csupasz, sötétzöld, fonákán világoszöld, az ereken és azok mentén molyhos. A levélkék megdörzsölve vagy megtörve erős illatot árasztanak. Egylaki vagy kétlaki. Apró, 3-4 milliméteres, fehér vagy krémszínű virágai 15-25 centiméter széles, végálló sátorvirágzatokban nyílnak június végétől. A virágok erőteljes mézillatúak. Apró, vörösesbarna, horgas toktermései csoportosan, ősszel érnek. A tokok két-két barna-fekete magot tartalmaznak, melyek közül az egyik általában meddő.

## Életmódja, termőhelye
Magashegységek erdőiben él, 3200 méter magasságig, kevert állományokban, erdőszéleken, napos, félárnyékos helyeken. Talajban nem válogat, azonban a pangó vizet nem tűri. Növekedése kezdetben igen gyors, évente 1,5-2 méter.

## Felhasználása
Gyors növekedése, illatos virágai, jó megjelenése miatt kedvelt díszfa. Kiváló mézelő. Nagy tömegű termése miatt azonban arra alkalmas élőhelyeken erősen gyomosít. 

## Képek

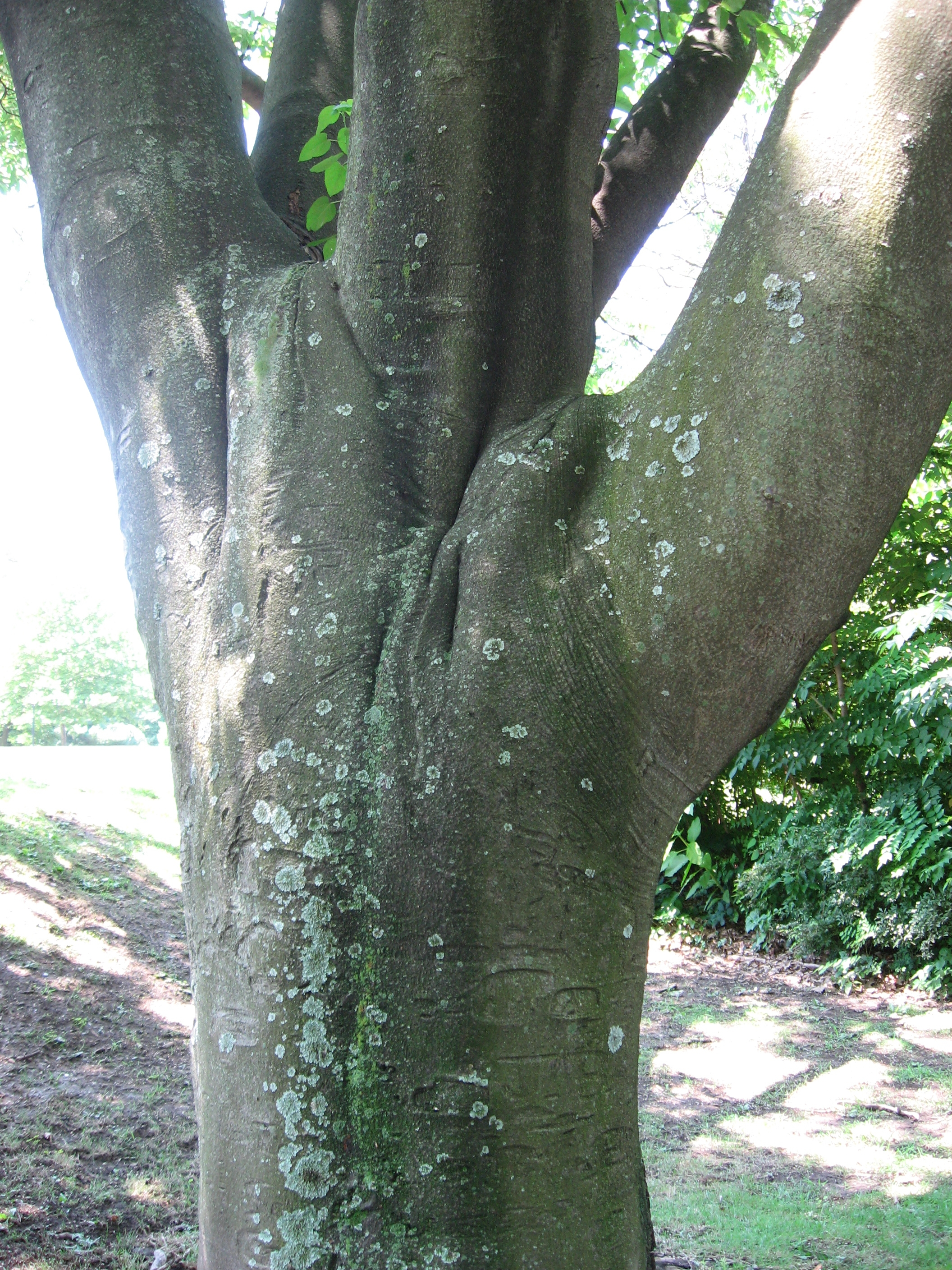
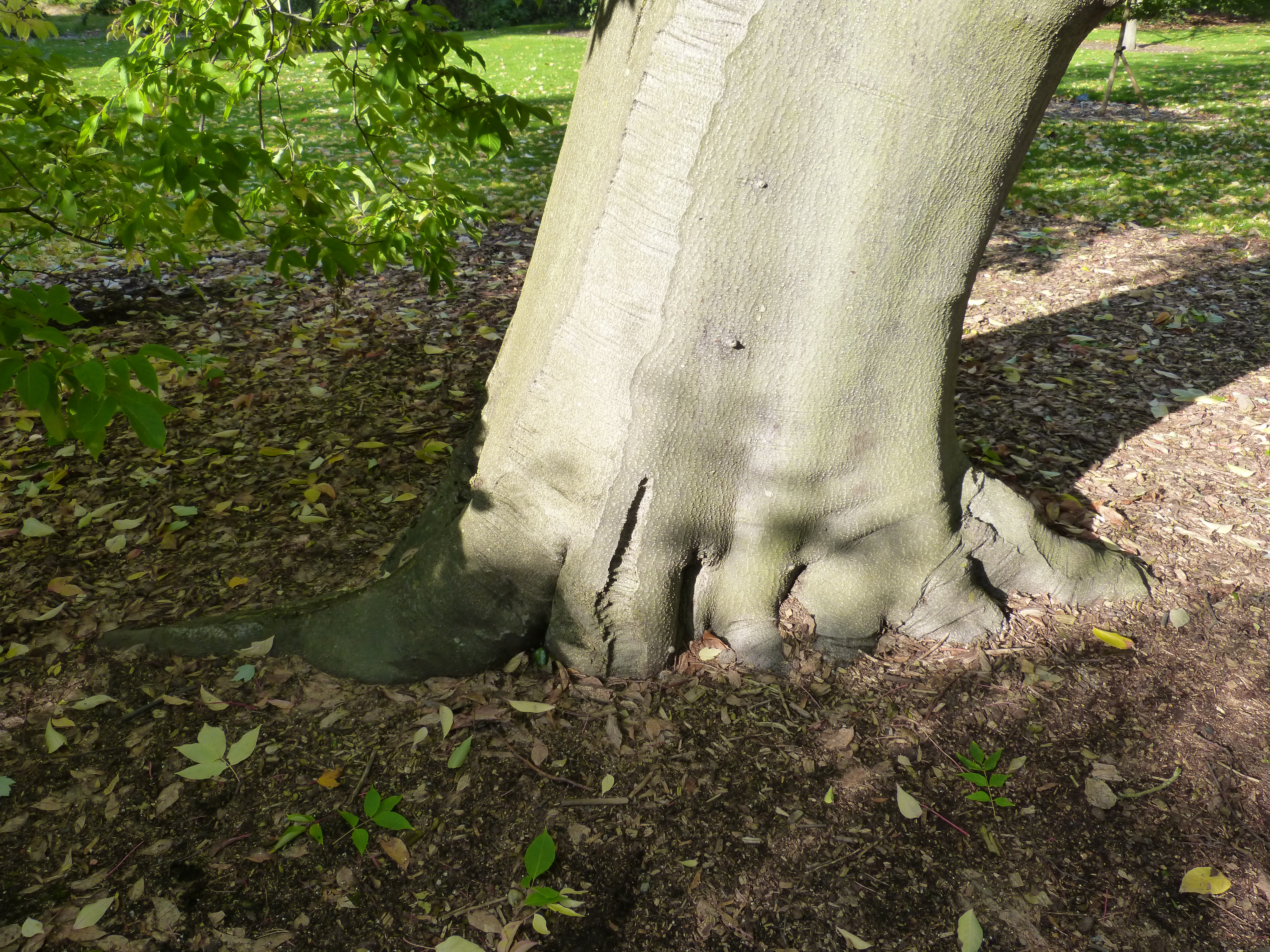
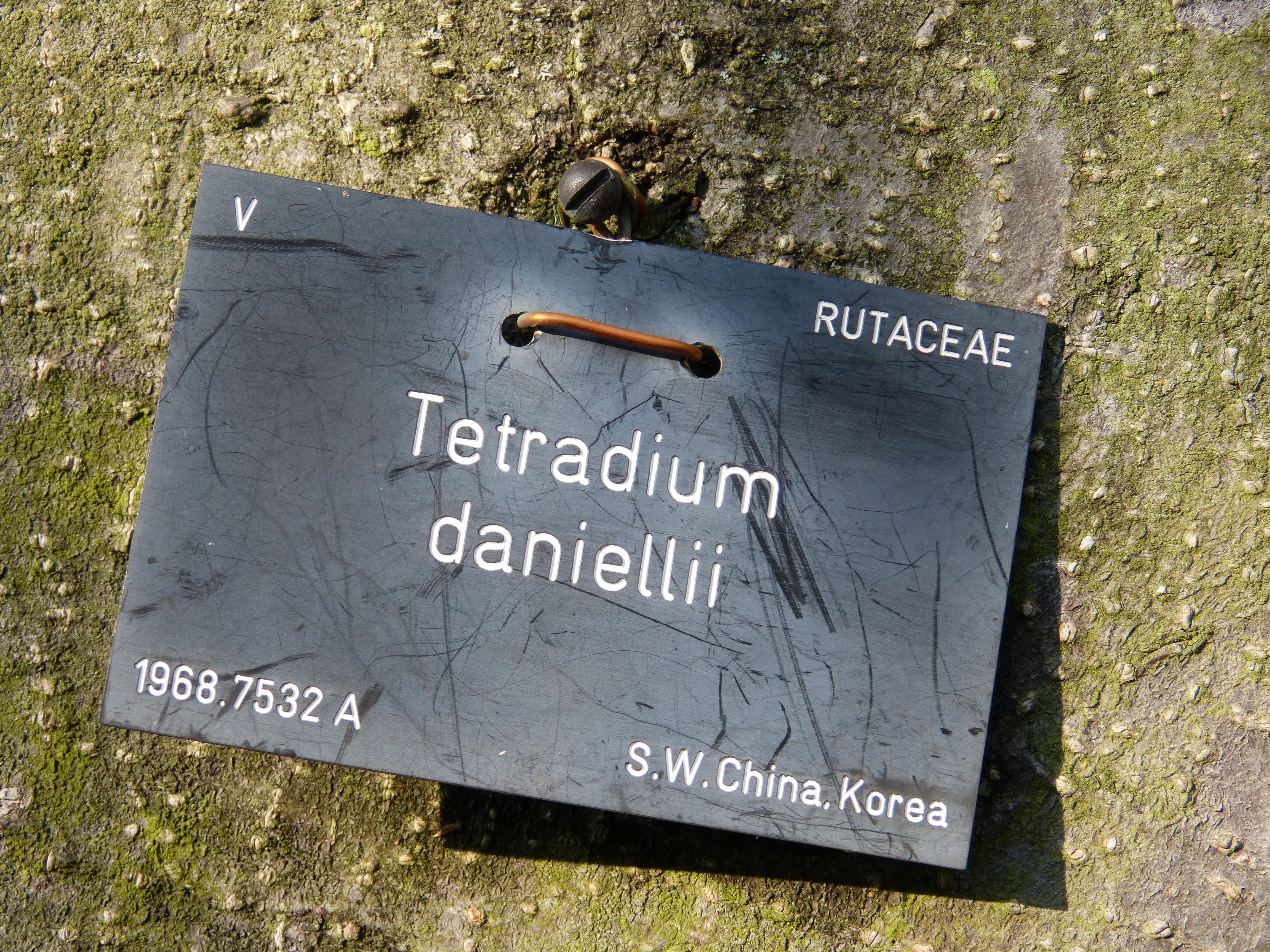
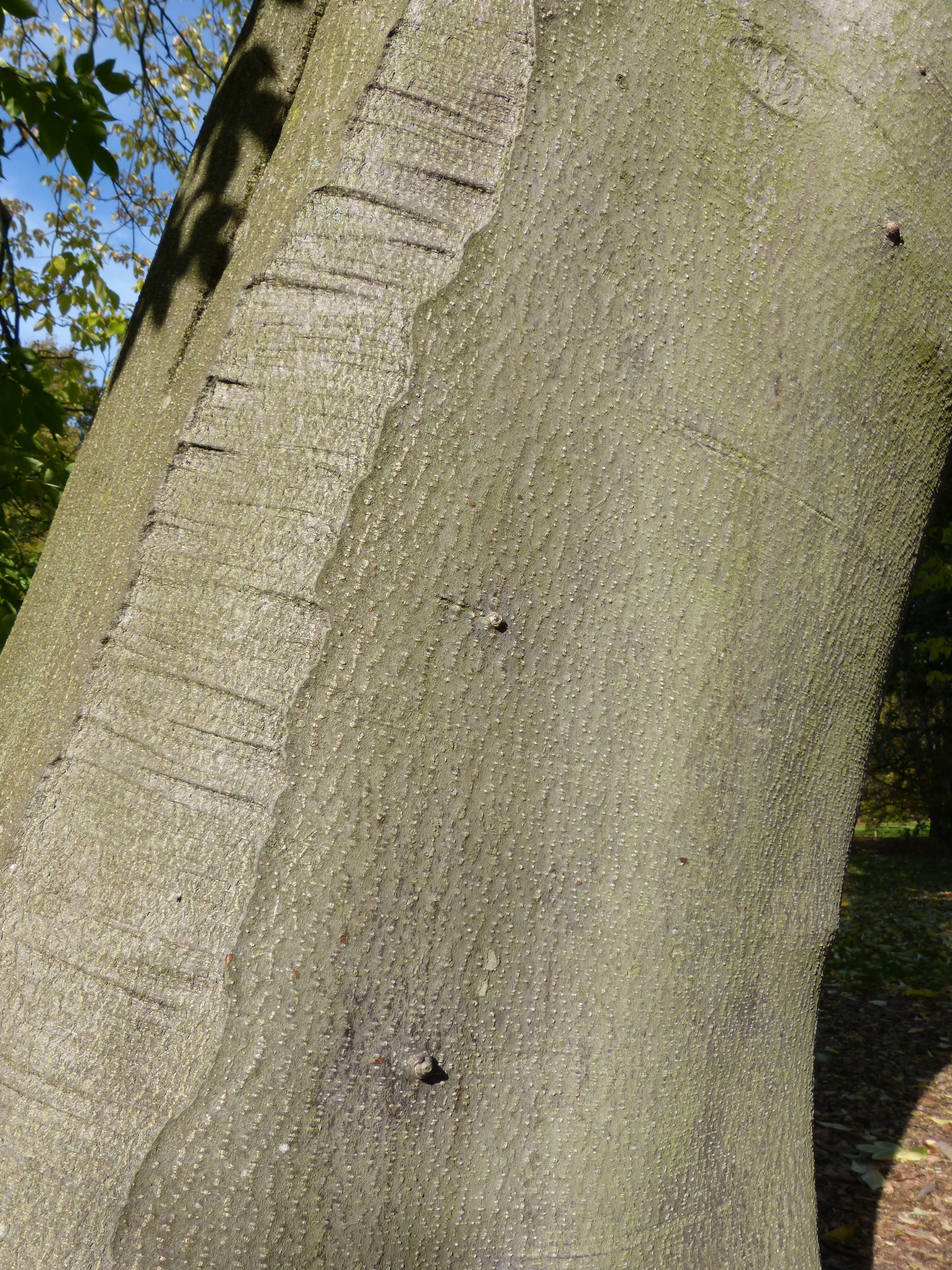